# Grand Prix 2019/2020 (volleyboll, damer)
Grand Prix 2019/2020 spelades helgen 18-19 januari 2020 i Fyrishov, Uppsala. Det var den 23:e upplagan av Grand Prix och de fyra lag som låg först i Elitserien i volleyboll efter tio omgångar (9 december 2019) fick delta. Örebro Volley vann genom att i finalen oväntat besegra Engelholms VS med 3-0 i set, efter att Engelholm så långt varit obesegrade och bara förlorat sex set under säsongen. Det var klubbens sjunde Grand Prix-seger och dess första sedan 2007.
Hylte/Halmstad VBK tog bronsplatsen genom att besegra Sollentuna VK med 3-2 i set. Örebro Volley vann sin semifinal över Solletuna med 3-0 och Engelholm vann sin semifinal över Hylte/Halmstad med samma siffror.